# Brad Guan
Brad Guan (10 luglio 1958) è un ex tennista australiano.

## Carriera
In carriera ha raggiunto una finale di doppio all'Australian Hard Court Championships nel 1980, in coppia con Phil Davies. Nei tornei del Grande Slam ha ottenuto il suo miglior risultato raggiungendo i quarti di finale di doppio agli Australian Open nel 1980, in coppia con il connazionale Ernie Ewert, e all'Open di Francia nel 1982, in coppia con lo statunitense Derek Tarr.

## Statistiche

### Doppio

#### Finali perse (1)
| Numero | Anno           | Torneo                 | Superficie | Compagno    | Avversari in finale     | Punteggio |
| 1.     | 6 gennaio 1980 | Tasmanian Open, Hobart | Cemento    | Phil Davies | John James Chris Kachel | 4-6, 4-6  |